# Hechtia texensis
Espèce
Classification phylogénétique
Synonymes
- Hechtia scariosa L.B.Sm.

Hechtia texensis, également connu comme Faux-agave du Texas, est une espèce de plantes à fleurs de la famille des Bromeliaceae.

## Taxonomie
L'épithète texensis provient du lieu d'où l'espèce est native, l'État du Texas aux États-Unis. 

### Synonymes
- Hechtia scariosa L.B.Sm.

## Distribution
L'espèce se rencontra dans la région du Trans-Pecos au Texas (États-Unis) et dans l'extrême nord-est du Mexique à la frontière avec le Texas. 